# Media Access Control
Media Access Control ou MAC (Português: Controle de Acesso ao Meio) é um termo utilizado em redes de computadores para designar parte da camada de enlace, camada número 2 segundo o modelo OSI de 7 camadas (física, enlace, rede, transporte, sessão, apresentação e aplicação). É provedora de acesso a um canal de comunicação e o endereçamento neste canal possibilitando a conexão de diversos computadores numa rede. 
O endereçamento é realizado pelo endereço MAC ou também chamado endereço físico que consiste em um número único a cada dispositivo de rede possibilitando o envio de pacotes para um destino especificado mesmo que esteja em outra subrede. Atua como interface entre a LLC e a camada física provendo uma emulação de comunicação full duplex.
Essa camada atua em redes broadcast e os protocolos relacionados a elas. O problema que ela resolve pode ser simulado em um cenário hipotético no qual 6 pessoas estão em uma chamada de voz, após a pessoa que está a falar parar, é natural que duas pessoas ou mais responderão, isso pode gerar muitas confusões e essa subcamada resolve-as. Se essas pessoas estivessem não mais em uma chamada mas em um ambiente presencial, o controle poderia ser feito através do levantar de uma mão que significaria que tal pessoa sente o desejo de se expressar, semelhante a esse processo, os protocolos dentro dela atuam.
O domínio de atuação dessa subcamada está inserida nas redes LANs, principalmente em redes wireless, e no caso de WANs, nas redes via satélites, uma vez que ambas as citadas implementam redes do tipo broadcast.
1. 1 2  TANENBAUM, A. WETHERALL, D. Redes de Computadores. 5 ed. [S.l.: s.n.]